# 1990 CE
1990 CE är en asteroid i huvudbältet, som upptäcktes den 1 februari 1990 av den japanske amatörastronomen Atsushi Sugie i Dynic-observatoriet.
Asteroiden har en diameter på ungefär 4 kilometer och den tillhör asteroidgruppen Levin.